# Sphaerocarpaceae
Sphaerocarpaceae là một họ rêu trong bộ Sphaerocarpales.